# بخش جکسون (یونیون کانتی، اوهایو)
بخش جکسون (به انگلیسی: Jackson Township) یک منطقهٔ مسکونی در ایالات متحده آمریکا است که در شهرستان یونیون، اوهایو واقع شده‌است.
 بخش جکسون ۷۲٫۶ کیلومتر مربع مساحت و ۹۶۶ نفر جمعیت دارد و ۲۹۳ متر بالاتر از سطح دریا واقع شده‌است.